# Railway Express Agency

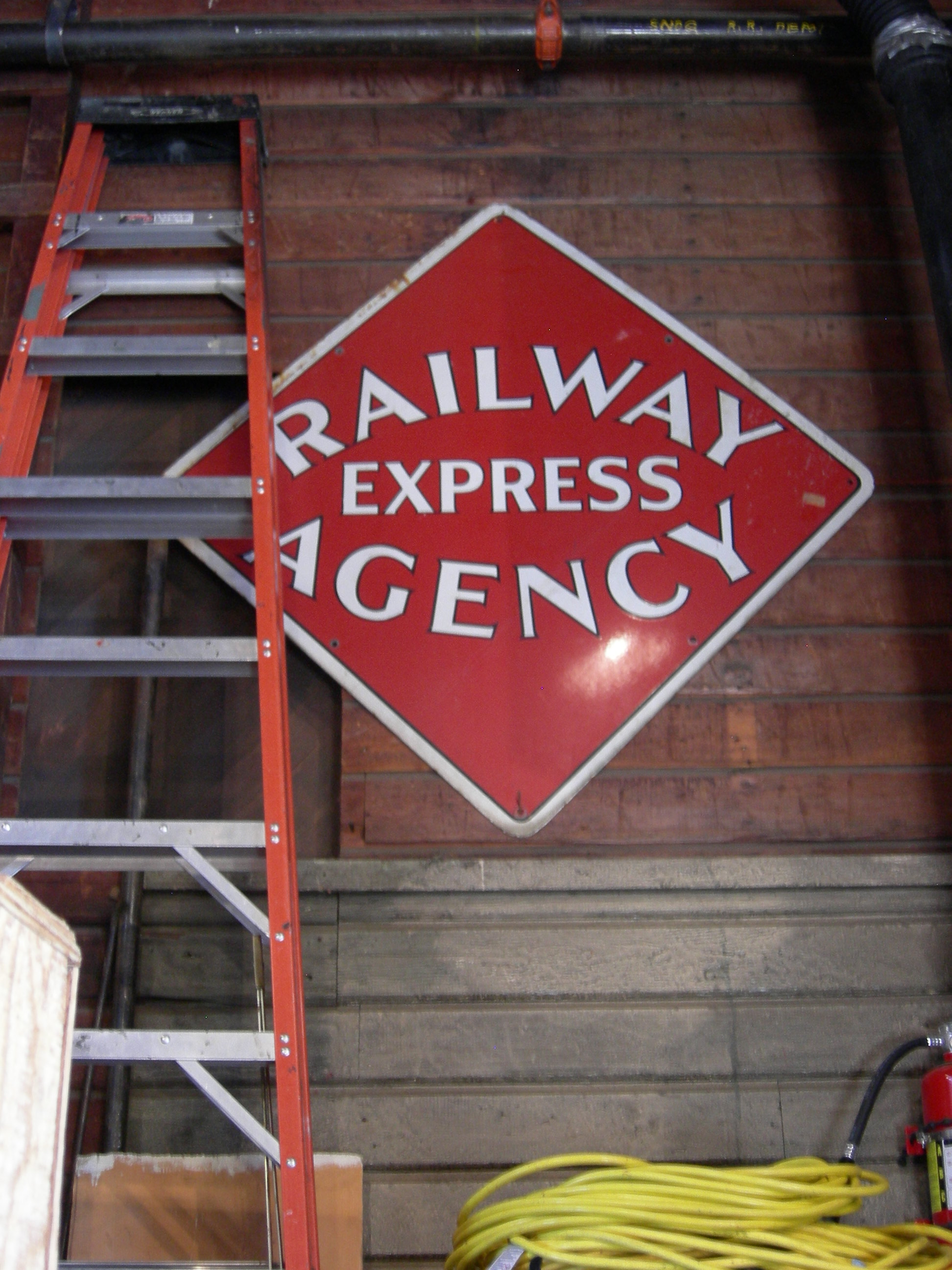
Panneau du REA.

Railway Express Agency était un monopole national mis en place par le gouvernement fédéral des États-Unis en 1917, une agence pour le transport des colis-express.

## Histoire et fondation

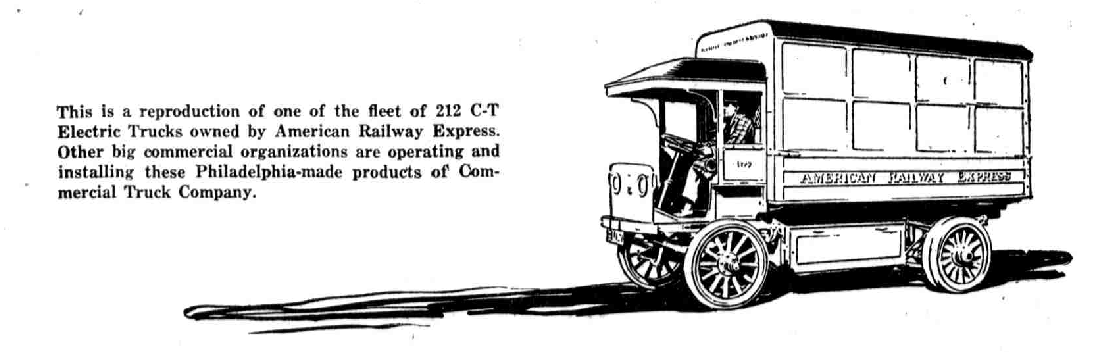
Camion du American Railway Express, environ 1920.

L'entreprise de messageries a prospéré dans la seconde moitié du XIXe siècle, et en 1900, il y avait quatre principales sociétés express: Adams Express, Southern Express, American Express, et Wells Fargo. En 1913, le bureau de poste introduit des colis postaux, la première compétition majeure pour les entreprises de messageries. Les chiffres d'affaires étaient bons pour les sociétés express, grimpant jusqu'en 1920, puis restant stables pour une décennie.
Au cours de la Première Guerre mondiale, l'United States Railway Administration (entreprise du gouvernement fédéral) prend le contrôle des chemins de fer de la nation. En vertu de l'USRA, les principales sociétés ont été consolidées comme American Railway Express, Inc., sauf pour la partie du sud de l'Express qui fonctionne sur le chemin de fer Southern Railway et le Mobile and Ohio (et qui est venu dans l'organisation en 1938).

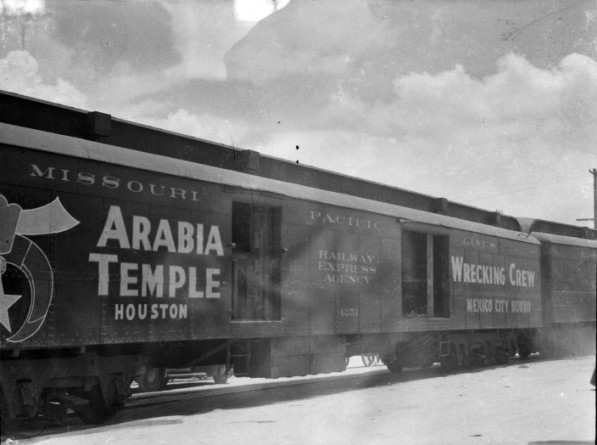
Wagon du Missouri Pacific Railroad pour le transport des colis du REA.

Les paquets de haute priorité seront transportés dans les wagons à bagages de la plupart des grands trains, et REA utilisait aussi ses propres flottes de véhicules spécialisés.
La manipulation et le traitement des millions d'articles chaque jour demandait beaucoup d'équipement. Pour accélérer les envois prioritaires, REA construit ses propres bâtiments de transfert dans les chantiers de la plupart des principaux terminaux ferroviaires pour permettre le déplacement rapide des paquets entre la route et le rail. Wagons bagages / Express de chemins de fer et les wagons propres du REA ont été repérés ici pour le chargement et le déchargement. L'autre côté de l'immeuble avait pour le chargement / déchargement des quais pour la flotte de camions de livraison REA verts, servant aussi ceux des gros clients sans service ferroviaire directe et les entreprises de camionnage privées. 

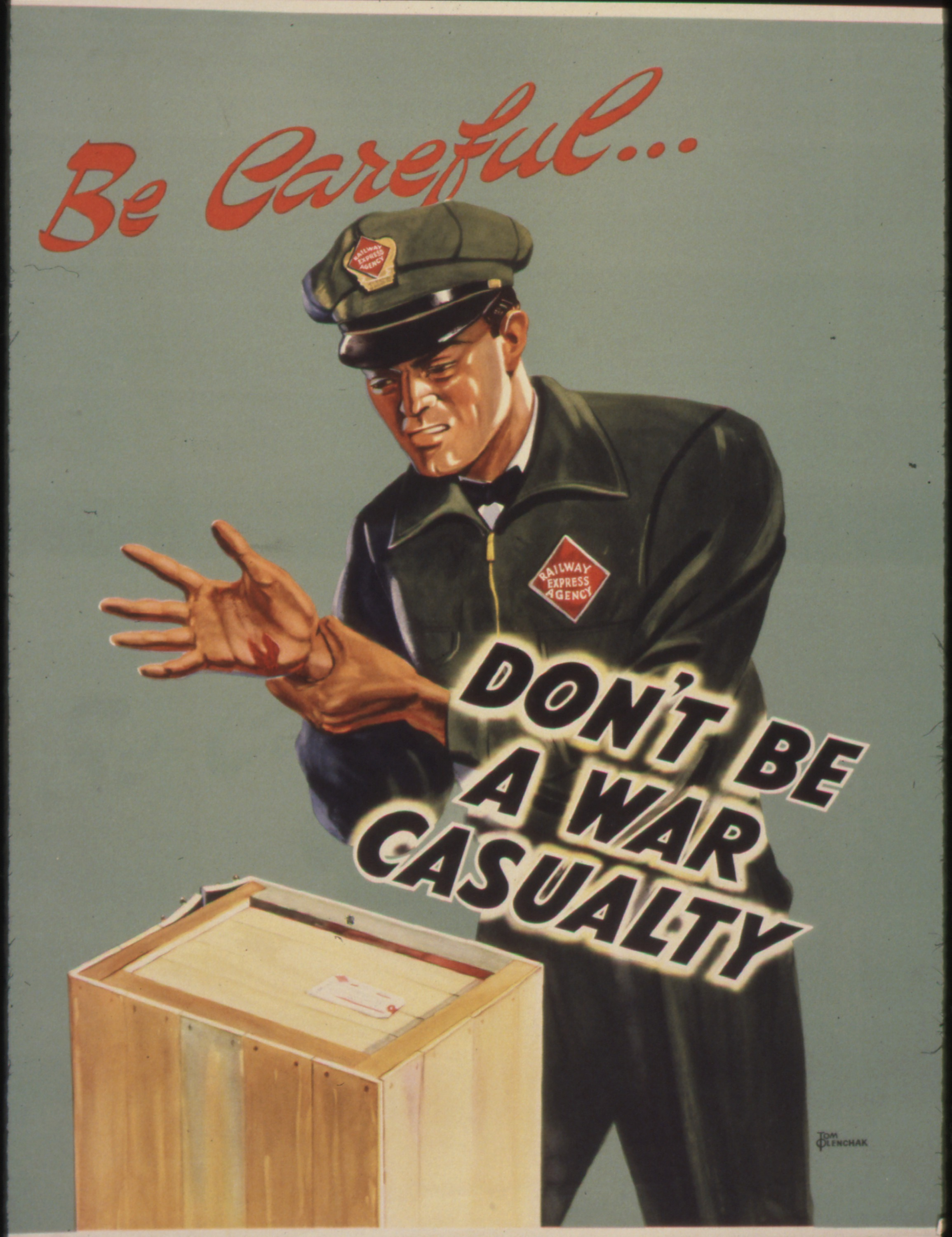
Affiche pour la sécurité au travail du REA durant la Seconde Guerre mondiale

En mars 1929, les actifs et les activités d'American Express Railway ont été transférés au Railway Express Agency (REA). REA a été détenue par 86 chemins de fer en proportion du trafic sur leurs lignes express - pas un chemin de fer ou un groupe de chemins de fer avaient le contrôle de l'agence.
Les opérations REA Express prennent fin en novembre 1975 et on commence la liquidation - un processus qui a été compliquée par les procès de ses dirigeants pour fraude et détournement de fonds.